# Lajes das Flores
Lajes das Flores là một huyện thuộc Vùng tự trị Açores, Bồ Đào Nha. Huyện này có diện tích 70 km², dân số thời điểm năm 2001 là 1502 người.